# TGV POS
TGV POS (нім. Paris-Ostfrankreich-Süddeutschland — Париж — Східна Франція — Південна Німеччина) — серія французьких високошвидкісних електропоїздів 4-го покоління, що належать Національній компанії французьких залізниць. З 2006 вони експлуатувалися на лінії Париж — Люксембург, Париж — Страсбург; з 2007 експлуатуються на лінії LGV Est.
Поїзди цієї серії відомі тим, що один з них в 2007 році встановив новий рекорд швидкості для поїздів — 574 км/год.

## Світовий рекорд швидкості 2007
У червні 2007 року планувалося здати лінію LGV Est в експлуатацію. Але до офіційного відкриття було вирішено оцінити її можливості, встановивши заодно новий світовий рекорд, який до того часу ще продовжував належати електропоїзду TGV-A — 515,3 км/год, і був встановлений ще 3 травня 1990. Метою було встановити рекорд швидкості не менше 540 км/год (150 м/с). Проводилися випробування спільно з власником поїздів — Національною компанією французьких залізниць — і фірмою-виробником — Alstom.
Для встановлення рекорду взяли електропоїзд TGV POS № 4402, який піддали модернізації, в ході якої число проміжних вагонів скоротили до 3. Крім цього, моторні вагони були обладнані більш потужними тяговими електродвигунами, через що вихідна потужність електропоїзда зросла з 9,3 МВт до 19,6 МВт, колеса були замінені на нові з більшим діаметром (1020 мм, замість 920 мм), а для зниження повітряного опору проміжки між вагонами були закриті. Також напруга в контактній мережі було піднято з 25 кВ до 31 кВ, а на складі були розміщені більше 600 різних датчиків. На початку 2007 року на лінії проводилися дослідні поїздки, в ході яких 13 лютого був встановлений неофіційний рекорд в 554,3 км/год, а 3 квітня при великій кількості журналістів і кореспондентів поїзд розігнали до швидкості 574, 8 км/год, тим самим офіційно встановивши новий світовий рекорд швидкості для рейкових поїздів.
Сьогодні поїзд здійснює міжнародні рейси з Франції до Німеччини і Швейцарії.